# Spoorlijn Zürich - Esslingen
De spoorlijn Zürich Stadelhofen - Esslingen FB is een Zwitserse spoorlijn van de spoorwegmaatschappij Forchbahn (afgekort: FB), ook wel Tante Frieda genoemd, ligt tussen Zürich Stadelhofen en Esslingen in het kanton Zürich.

## Geschiedenis

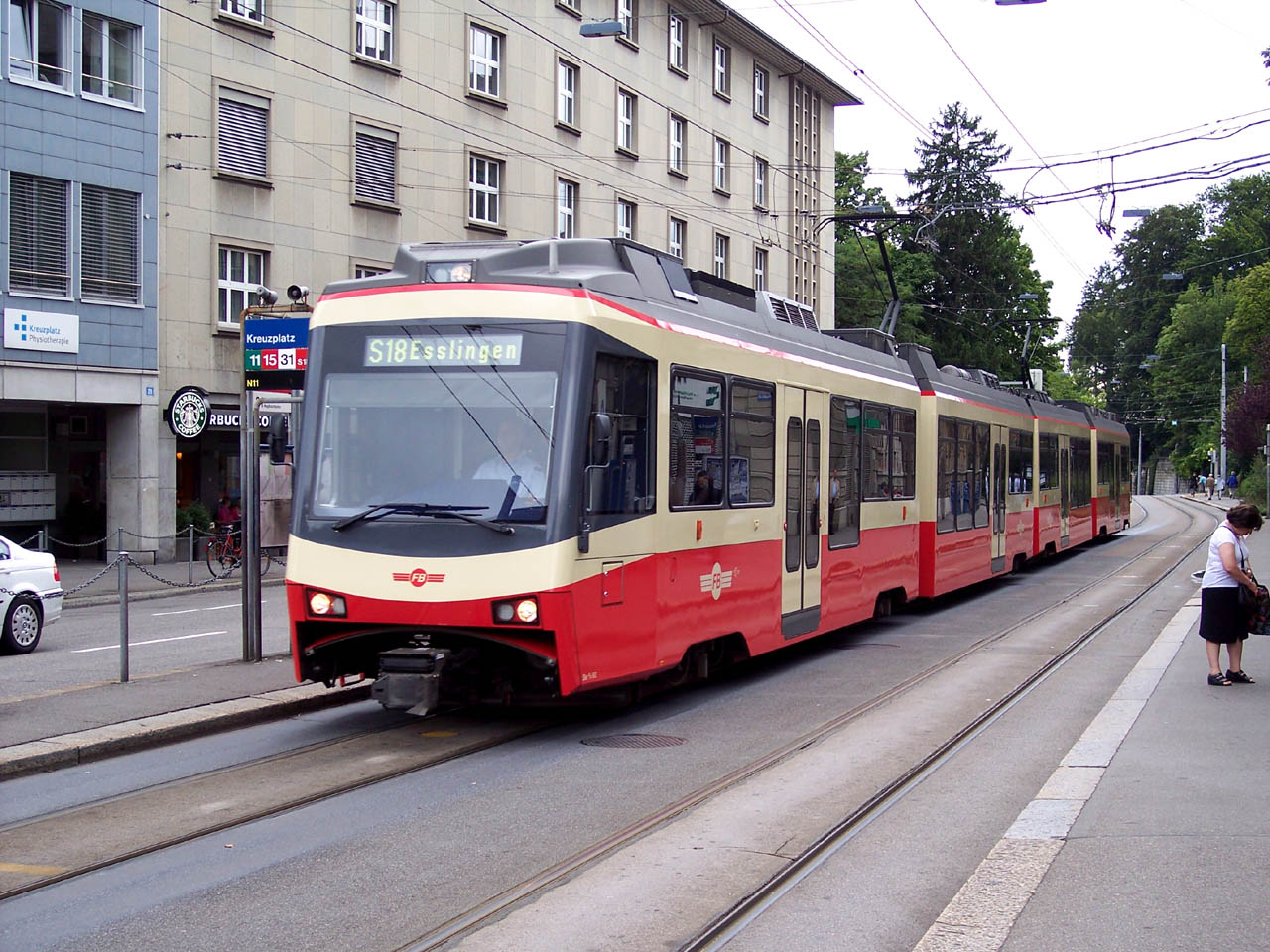
Trein van de Forchbahn (Stadler Be 4/6) bij Kreuzplatz

De Forchbahn werd op 27 november 1912 geopend ter vervanging van de op dat moment bestaande busverbinding. In Esslingen had de FB oorspronkelijk aansluiting op de in 1909 geopende spoorlijn van de Uster–Oetwil-Bahn (UOe). Tot op heden worden de FB en de Verkehrsbetrieben Zürich (VBZ) geleid door een gemeenschappelijke directie die zorgt voor de bedrijfsvoering van beide ondernemingen.
Het traject tussen Rehalp en Neue Forch is dubbelsporig aangelegd. In het traject tussen Rehalp en Esslingen bevindt zich een tunnel van 280 meter en een van 1.750 meter, waardoor niet meer door de bebouwde kom van Zumikon en Maiacher hoeft te worden gereden. Er bestaan plannen om het traject te verlengen over de sporen van de VBZ via Bellevue naar het in het centrum gelegen Hauptbahnhof (centraal station).

## Elektrische tractie
Het traject in het stadsgebied van de VBZ werd geëlektrificeerd met een spanning van 600 volt gelijkspanning en op het traject tussen Zürich Rehalp en Esslingen van de Forchbahn werd geëlektrificeerd met een spanning van 1200 volt gelijkspanning.

## Afbeelding

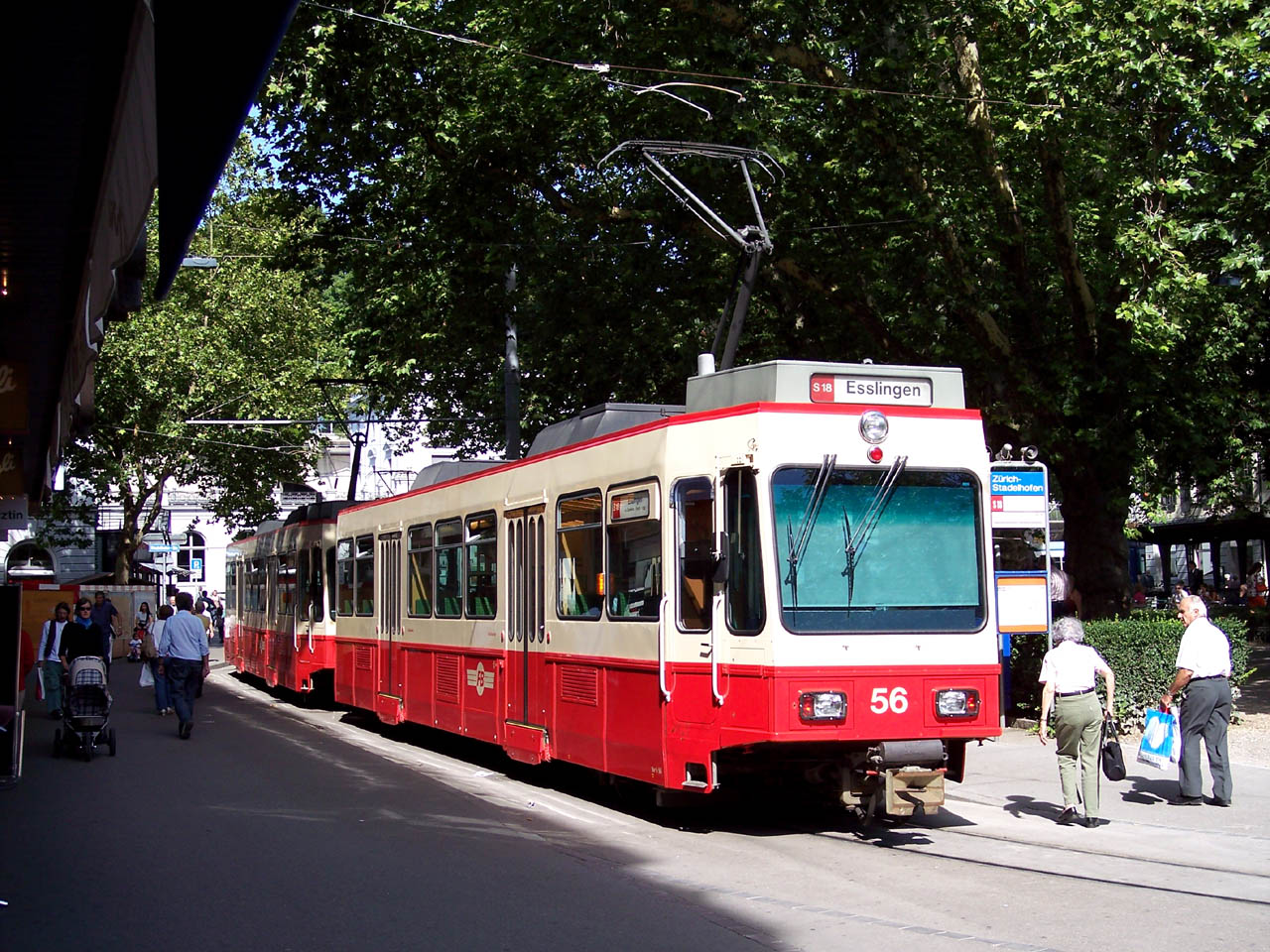
Schindler/SIG Be 4/4 bij Bahnhof Stadelhofen